# Leioproctus melanocyaneus
Leioproctus melanocyaneus là một loài Hymenoptera trong họ Colletidae. Loài này được Toro mô tả khoa học năm 1973.